# Ђуро Басаричек
Ђуро Басаричек (Загреб, 13. март 1884 — Београд, 20. јун 1928) је био хрватски политичар.
Син Стјепана Басаричека (оснивача хрватске школске педагогије) и Амалије рођ. Погачник из Ђурђевца. Основну школу, гимназију и студије права завршио је у Загребу где је докторирао право 1907. Службовао као судија у Славонском Броду и Загребу где је 1916. придодељен као секретар Средишњег земаљског одбора за заштиту обитељи мобилизованих и у рату погинулих војника. Своја гледишта према социјално угроженим примењивао је у својој судској пракси настојећи педагошки деловати на преступнике, те избегавајући изрицање казне. Године 1917. оснива лист Народна заштита по којем се касније прозвао одбор којем је био секретар. Басаричек покреће спашавање гладне деце (више од 20 000), њиховим пресељавањем из истарских и босанско-херцеговачких у плодније крајеве, већином у Славонију и Подравину. Бринуо се за децу с потешкоћама у развоју, те покренуо оснивање посебног дома на Гољаку. Помагао је исељенике и њихову децу, а залагао се за помоћ изгладнелима у Совјетској Русији.
Године 1919. Басаричек започиње делатност у унутрашњој колонизацији Славоније у чему је био активан до смрти основавши више колонистичких насеобина.
Оснивач је Сељачке слоге, сељачких женских друштава, Просветног савеза и Одбора за спас рођене груде. Најпознатија дела су му: О држави (1908), Како да се сузбије криминалност у недораслих. Принос криминалној педагогији (1916), Коло. Пјесмарица. Збирка народних пјесама и поскочица, што се у колу пјевају (1916), Конац једне лажи. Савремено разматрање о најважнијем социјално-господарском питању Хрватске (1924). Потписивао се псеудонимима Оруђ Кечирасаб, Осип Праведни и С. Сањин Нежданов.
Басаричек је од оснивања Хрватске пучке сељачке странке сарађивао са С. Радићем уверен као и он да треба неговати свеславенство па је стога научио чешки и руски језик. Деловао је као први секретар Напредне омладине тесно сарађујући с Иваном Лорковићем и Перославом Љубићем те многим каснијим присталицама Хрватско-српске коалиције све док му Степан Радић није указао на посебне интересе хрватских сељака. Басаричек је био склон идеји да се прилике на селу могу побољшати кроз предавања и проучавања. Још док је службовао на котарском суду у Броду на Сави (данашњи Славонски Брод) обилазио је околна села предајући против алкохолизма, али и прикупљајући сељачке народне песме под утицајем Антуна Радића. Под утицајем С. Радића сматрао је да сељаке треба упутити на квалитетнији практични рад на земљи и домаћинству те је 1908. покренуо библиотеку Мала књижница у којој је објавио четрнаест свезака. У првој половини књига сељацима даје правне савете док је другу посветио културолошком и политичком проучавању сељаштва. Уочи избора 1908. објавио је брошуру О држави покушавши поглавито сељаштву на што једноставнији начин приказати начин деловања државе. Заједно с Рудолфом Херцегом основао је културно-просветно друштво Радићеве сељачке странке «Сељачку слогу» те је много писао у часопису тог друштва Сељачка просвјета. Год. 1926. је заједно са С. Радићем одборник „Сељачке слоге“. Басаричек је био ангажиран и на оснивању Музеја ХСС-а у Сељачком дому у Загребу (музеј је са свим експонатима изгорео два дана након смрти С. Радића). Басаричек се активно укључио у предизборну кампању сељачке странке у време када се С. Радић налазио у затвору те га је мењао у комуникацији с народом. Биран је за заступника у Народну скупштину 1920, 1923, 1925. и 1927. године. Због политичког рада Басаричек је био затваран и прогањан од власти. Посебно је важан његов политички ангажман уочи избора 1927. када се кандидовао у Сомбору и Суботици.
У Народној скупштини је 1927. упозорио на «тамне силе» које припремају диктатуру и «које су једнака опасност за Хрвате као и за српство». Убијен од стране Пунише Рачића у атентату на С. Радића и заступнике ХСС-а у београдској Народној скупштини.